# Margot Glockshuber
Margot Glockshuber (ur. 26 czerwca 1949 we Frankfurcie nam Menem) – niemiecka łyżwiarka figurowa reprezentująca RFN, startująca w parach sportowych z Wolfgangiem Danne. Brązowa medalistka olimpijska z Grenoble (1968), wicemistrzyni świata (1967), wicemistrzyni Europy (1967) oraz dwukrotna mistrzyni RFN (1967, 1968).

## Osiągnięcia
Z Wolfgangiem Danne
| Zawody               | 64–65          | 65–66          | 66–67          | 67–68          |                |                |                |                |                |                |                |                |                |                |                |                |                |
| Międzynarodowe       | Międzynarodowe | Międzynarodowe | Międzynarodowe | Międzynarodowe | Międzynarodowe | Międzynarodowe | Międzynarodowe | Międzynarodowe | Międzynarodowe | Międzynarodowe | Międzynarodowe | Międzynarodowe | Międzynarodowe | Międzynarodowe | Międzynarodowe | Międzynarodowe | Międzynarodowe |
| -------------------- | -------------- | -------------- | -------------- | -------------- | -------------- | -------------- | -------------- | -------------- | -------------- | -------------- | -------------- | -------------- | -------------- | -------------- | -------------- | -------------- | -------------- |
| Igrzyska olimpijskie |                |                |                | 3              |                |                |                |                |                |                |                |                |                |                |                |                |                |
| Mistrzostwa świata   | 11             | 4              | 2              | WD             |                |                |                |                |                |                |                |                |                |                |                |                |                |
| Mistrzostwa Europy   | 7              | 3              | 2              | 4              |                |                |                |                |                |                |                |                |                |                |                |                |                |
| Prague Skate         |                | 1              | 1              |                |                |                |                |                |                |                |                |                |                |                |                |                |                |
| Krajowe              |                |                |                |                |                |                |                |                |                |                |                |                |                |                |                |                |                |
| Mistrzostwa RFN      | 2              | 3              | 1              | 1              |                |                |                |                |                |                |                |                |                |                |                |                |                |